# Rain of a Thousand Flames
Rain of a Thousand Flames es el cuarto álbum de estudio de la banda italiana de power metal sinfónico Rhapsody of Fire (en ese entonces conocida como Rhapsody). Fue lanzado el 12 de noviembre de 2001 por medio de Limb Music.
Es el cuarto capítulo de la Emerald Sword Saga, pero a diferencia de sus antecesores, los hechos descritos en las últimas 4 canciones del álbum son paralelos a la historia principal sin tener conexión directa. Estos acontecimientos son nombrados como "Rhymes of a Tragic Poem - The Gothic Saga". Debido a su duración y número de canciones es considerado por muchos fans como un EP y por lo tanto un paréntesis dentro de los lanzamientos de la agrupación, sin embargo, es descrito como un álbum convencional en la página oficial de la banda.
El álbum se diferencia principalmente por tener un estilo mucho más experimental y progresivo, esto se puede ver en varias pistas a lo largo del álbum, desde la primera canción homónima al álbum que toma prestadas líneas del Dies Irae, extraídas de un canto religioso tanto al inicio como al final de la canción, denotando nuevamente la inspiración de la banda en la música clásica, como el Réquiem de Wolfgang Amadeus Mozart. Curiosamente, esta es la primera vez que la canción de introducción no es la primera pista. 
La tercera canción "Queen Of The Dark Horizons" está basada en el tema principal de la película de terror Phenomena de 1985 interpretado por la banda de rock progresivo Goblin, cambiando de esta el sonido electrónico por uno sinfónico, añadiéndole letras y extendiendo su duración hasta unos enormes 13 minutos con 42 segundos. Por otro lado, la quinta canción "Elnor's Magic Valley" es un extracto de la canción tradicional irlandesa "Cooley's Reel" con un tono más agresivo al que se le añadieron sonidos de ambientación de fondo. 
Finalmente, la última canción "The Wizard's Last Rhymes" está enormemente basada en la parte Allegro con fuoco de la novena sinfonía del compositor checo Antonín Dvořák, más conocida como "Sinfonía del Nuevo Mundo". La canción toma varios segmentos de la sinfonía y los reestructura para formar una versión power metal de la misma. Además de eso, el desenlace de la canción cierra con el acorde del coro de la canción homónima del disco, el cual es una pauta común del disco, cerrando con el mismo tema con el que abre el álbum.

## Lista de canciones
Todas las letras fueron escritas por Luca Turilli; toda la música fue compuesta por Turilli y Alex Staropoli (exceptuando las pistas previamente mencionadas).

| N.º | Título                                                         | Duración |  |
| 1.  | «Rain Of A Thousand Flames» (Lluvia de un Millar de Llamas)    | 3:43     |  |
| 2.  | «Deadly Omen» (Presagio Mortal)                                | 01:48    |  |
| 3.  | «Queen Of The Dark Horizons» (Reina de los Horizontes Oscuros) | 13:42    |  |
| 4.  | «Tears Of A Dying Angel» (Lágrimas de un Ángel Agonizante)     | 6:22     |  |
| 5.  | «Elnor's Magic Valley» (El Valle Mágico de Elnor)              | 1:40     |  |
| 6.  | «The Poem's Evil Page» (La Página Maligna del Poema)           | 4:04     |  |
| 7.  | «The Wizard's Last Rhymes» (Las Últimas Rimas del Mago)        | 10:37    |  |

## Formación
Rhapsody
- Fabio Lione - Voz
- Luca Turilli - Guitarra eléctrica, Guitarra acústica, Guitarra clásica.
- Alex Staropoli - Teclado, Piano.
- Alessandro Lotta - Bajo eléctrico.
- Alex Holzwarth - Batería, Percusión.

Personal adicional
- Sir Jay Lansford – narración.
- Nadja Bellir – narración.
- Manuel Staropoli – flauta, interpete barroco.
- Thunderforce – Batería y percusión adicional.
- Maggie Ardorf – violín.

Coros
- Bridget Fogle, Previn Moore, Robert Hunecke-Rizzo, Olaf Hayer, Oliver Hartmann y Tobias Sammet.

Producción
- Michael Rodenberg – producción e ingeniería.
- Sascha Paeth – producción, ingeniería, mezcla, masterización.
- R. Limb Schnoor – productor ejecutivo.
- Karsten Koch – fotografía.
- Marc Klinnert – carátula.[1]